# Gúdar-Javalambre
Gúdar-Javalambre (in aragonese: Gúdar-Xabalambre) è una delle 33 comarche dell'Aragona, con una popolazione di 8 398 abitanti; suo capoluogo è Mora de Rubielos.
Amministrativamente fa parte della provincia di Teruel, che comprende 10 comarche.